# Andal

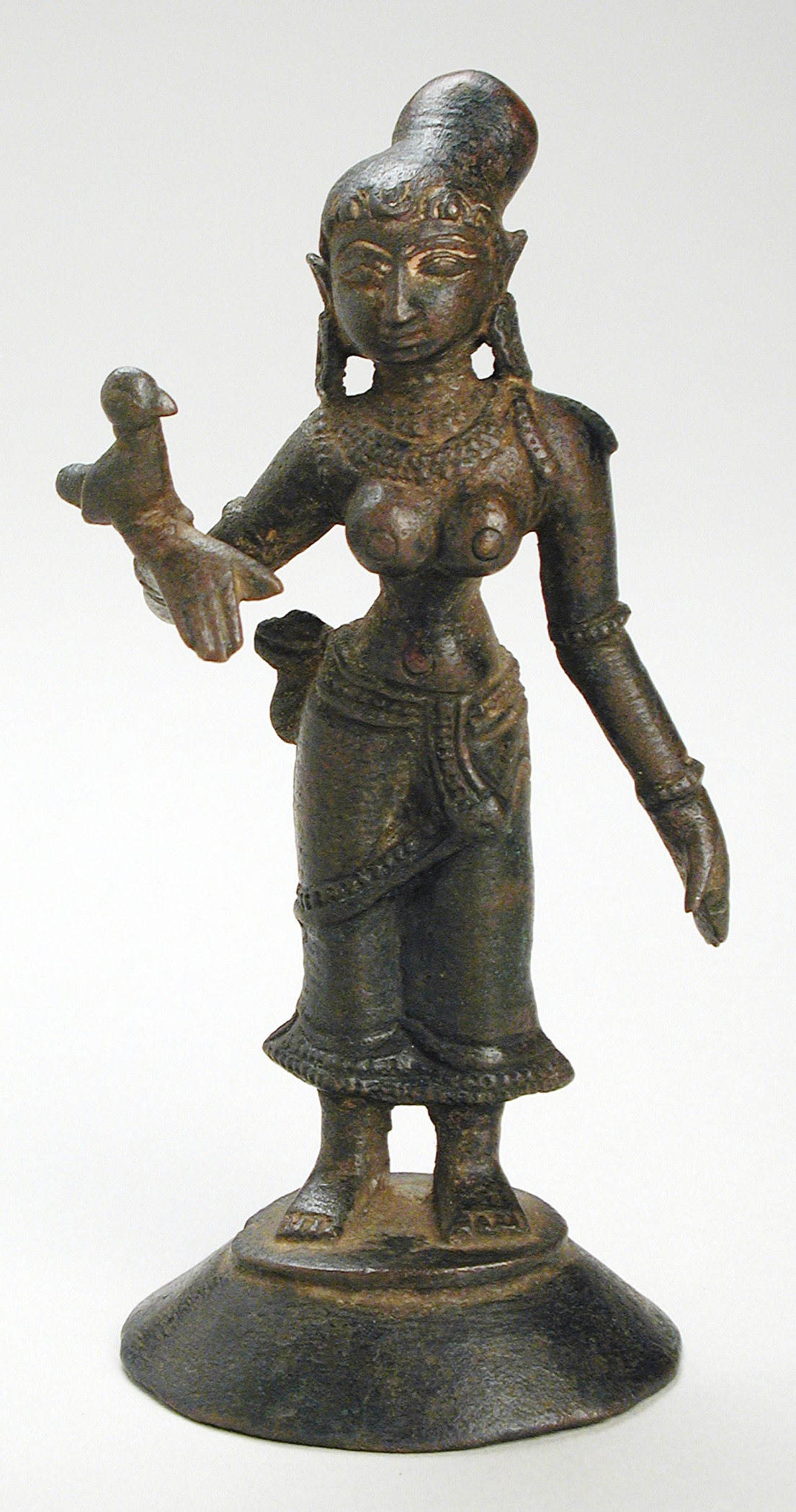
staty av Andal

Andal (tamil:ஆண்டாள்) är ett tamilskt helgon från 1000-talet och är en av tolv alvarer (helgon) och den enda kvinnliga alvaren av Vaishnavismen. Hon anses ha skapat de viktiga tamilska verken Thirupavai och Nachiar Tirumozhi som fortfarande reciteras av trogna under vinterfestivalen Markazhi. Andal är bäst känd för sin orubbliga hängivenhet till Vishnu och det hinduiska templet i Srivilliputhur är tillägnat henne. I vissa delar av Indien, framförallt i Tamil Nadu, behandlas hon som mer än ett helgon och tillbeds som en Gud, liknande traditionen med Buddha och Jesus. De trogna till religionen Vaishnavite anser henne som en form av Bhuma Devi (moder jord), den gudomliga makan till Vishnu.

## Eftermäle
Nedslagskratern Andal på planeten Merkurius är uppkallad efter henne.